# Collège Saint-Charles de Grand Coteau
Le Collège Saint-Charles était une institution jésuite d'enseignement catholique sise à Grand Coteau, en Louisiane aux États-Unis.  Fondé comme internat en 1837 le collège fut fermé en 1922 et les bâtiments utilisés comme noviciat jésuite (sous le patronage de saint Stanislas Kostka) et, à partir de 1972, centre de retraites et spiritualité ignacienne.

## Histoire
Une école de Société du Sacré-Cœur de Jésus avait été fondée sur le site dès 1821, trois ans après l'arrivée des Jésuites à Florissant (Missouri), grâce à un don de la veuve d'un riche planteur, Charles Smith.
L'érection du Collège Saint-Charles de Grand Coteau a été supervisée par le jésuite belge Théodore de Theux. Il venait de quitter la direction de l'école de Florissant (Missouri), confiée à Pierre Verhaegen. Il est assisté d'un jeune prêtre, Nicolas Point, qui de là partira en mission dans les Montagnes rocheuses. Détruit par un incendie en 1909 le bâtiment original a été reconstruit.
Lorsque le noviciat jésuite de Louisiane fut détruit dans un incendie, en 1922, les novices furent transférés à Saint-Charles et les étudiants du collège envoyés au 'Spring Hill College' de Mobile (Alabama). C'est la fin de Saint-Charles comme collège-internat pour garçons. Par deux fois auparavant Saint-Charles avait déjà été noviciat jésuite: de 1873 à 1880 et de 1891 à 1900.
En 1972 le domaine fut réaménagé en centre jésuite de spiritualité accueillant les personnes qui souhaitent se retirer pour faire l'expérience des 'Exercices spirituels' de saint Ignace de Loyola. Ce qu'il est encore aujourd'hui (2015).  